# 海湖庄园
海湖庄园（音译为马阿拉歌庄园），是一座位于美国佛罗里达州棕榈滩的文物級私人莊園，目前的主人是現任美國總統唐纳德·特朗普。
海湖庄园的名稱是西班牙語，意為「從海到湖」（相當於英語），因為它位於沙洲上，東邊是大西洋，西邊是潟湖。它由美国女富商及名媛、通用食品继承人馬喬莉·梅里韋瑟·波斯特于1924年動工興建，至1927年完工。
波斯特1973年离世时將此庄园饋贈予美國聯邦政府，計劃为美国总统提供一个可用於接待外賓政要以及冬季避寒療養的場地。但因其維護成本過高且历任总统都拒绝使用此庄园，因此聯邦政府在1980年將莊園重新歸還予波斯特後人名下。1985年庄园被售予地產富商唐纳德·特朗普，日後他在2017年及2025年就任第45任和第47任美國總統，使得波斯特讓莊園成為總統行館的遺願以意想不到的方式實現。
海湖庄园中的海湖俱乐部（Mar-a-Lago Club），内建有126间房间，佔地约10,000平方米，海湖俱乐部为会员专属俱乐部，会员可享用会客厅、休闲健身中心（SPA），以及酒店配套设施。而唐纳德·特朗普一家人在庄园中还拥有私人宅邸和活动区域，不对外开放。

## 历史
馬喬莉·梅里韋瑟·波斯特与第二任丈夫爱德华·H·胡顿共同着手兴建了庄园。兴建时，波斯特聘请马里昂·西姆斯·惠氏来操刀设计庄园，约瑟夫·厄本来设计庄园建筑内外的装潢。花费700万美元（合2021年的1.04亿美元），1927年完工。
1973年9月12日马乔莉去世，将这69,000平方米的房产遗赠给美國國家公園管理局，希望美國政府能將其作为总统的“冬季白宫”或是接待外賓使用。但尼克松总统更喜欢位于比斯坎湾的“佛罗里达白宫”，而卡特总统则对此并没有什么兴趣。
之后美国联邦政府意识到维护庄园的运转要耗费巨大的人力及财力，况且年税收只有100万到300万美元不等，加上該莊園位於機場航道，故对外賓的安保工作執行困难。所以政府在1981年将庄园归还到了波斯特基金会（Post Foundation）旗下，波斯特基金会则挂牌对外销售，房产售价为2000万美元。美国名流、著名演员帝娜·梅丽尔（Dina Merrill）及波斯特的两名女儿并未维护房产而是寻求将其出售，至於想要市政府拆除庄园的希望比较渺茫。1980年，海湖庄园被标为美国国家历史名胜。

### 川普持有之後
此时，富商特朗普想在棕榈滩为家人买两套寓所但未能成功，但后来他听说了海湖庄园这一处房产。据特朗普自己所言，他曾给波斯特家族出价两千五百万美元的价格想要买下庄园，但被对方回绝了。之后，特朗普出价三百万美元买下海湖庄园和海滩之间的土地，并声称要在两者之间建个房子挡住海湖庄园优美的海景，这样一说就把海湖庄园的房产价格拉了下来，最后特朗普在1985年仅以七百万美元的价格就将其购入。
特朗普購入庄园後，进行了翻修与改进，增加了一个占地约1900平方米的舞厅，还有58间卧室，33间浴室，一张8.8米长运用宝石镶贴艺术（Pietra Dura）的大理石餐桌，以及12个壁炉，和3个防空避难所，俱乐部中还有五个红土网球场和一个海滨游泳池。
在二十世纪九十年代早期，特朗普也曾遭遇财务方面的困难。特朗普在咨询了其财务助理后，决定要将海湖庄园分解成若干个小的房产，这引起了棕榈滩居民的不满。市议会拒绝了特朗普此举。此事受阻之后，特朗普转而把庄园变成了一个私人俱乐部，但和棕榈滩其他专注上流社会（Old Money）的会所不同，海湖庄园俱乐部允许犹太人和黑人，以及想要彰显身份的人成为其会员。
2017年1月20日宣誓就職總統的特朗普将海湖庄园称为自己的“南部白宫”或“冬季白宮”，并且要将其打造成一个戴维营式的休闲疗养地。他上任後多次在海湖莊園接見外國賓客，包括先後接見日本首相安倍晉三及中共中央總書記習近平等，並曾在習近平訪問海湖莊園期間下令美國海軍發射導彈摧毀敘利亞化武基地，以懲戒敘利亞總統巴沙爾·阿薩德使用化學武器屠殺平民。
2021年1月20日清晨，第59屆美國總統就職典禮開始前，已表態不會出席就職典禮的特朗普攜夫人乘坐海軍陸戰隊一號直升機離開白宮，前往華盛頓特區郊外馬里蘭州的安德魯斯空軍基地舉行簡短的離任儀式，之後再搭乘空軍一號抵達海湖莊園，結束其第一任總統任期。
2022年8月8日，美国联邦调查局持搜查令搜查海湖庄园，目的据称是寻找特朗普在离开白宫后带到庄园的机密文件。
它是佛羅里達州第二大豪宅（僅次於溫德米爾鎮的凡爾賽宮），也是美國第24大豪宅。2018年，《福布斯》估計該莊園的價值約為1.6億美元，自特朗普購買以來已升值超過10倍。

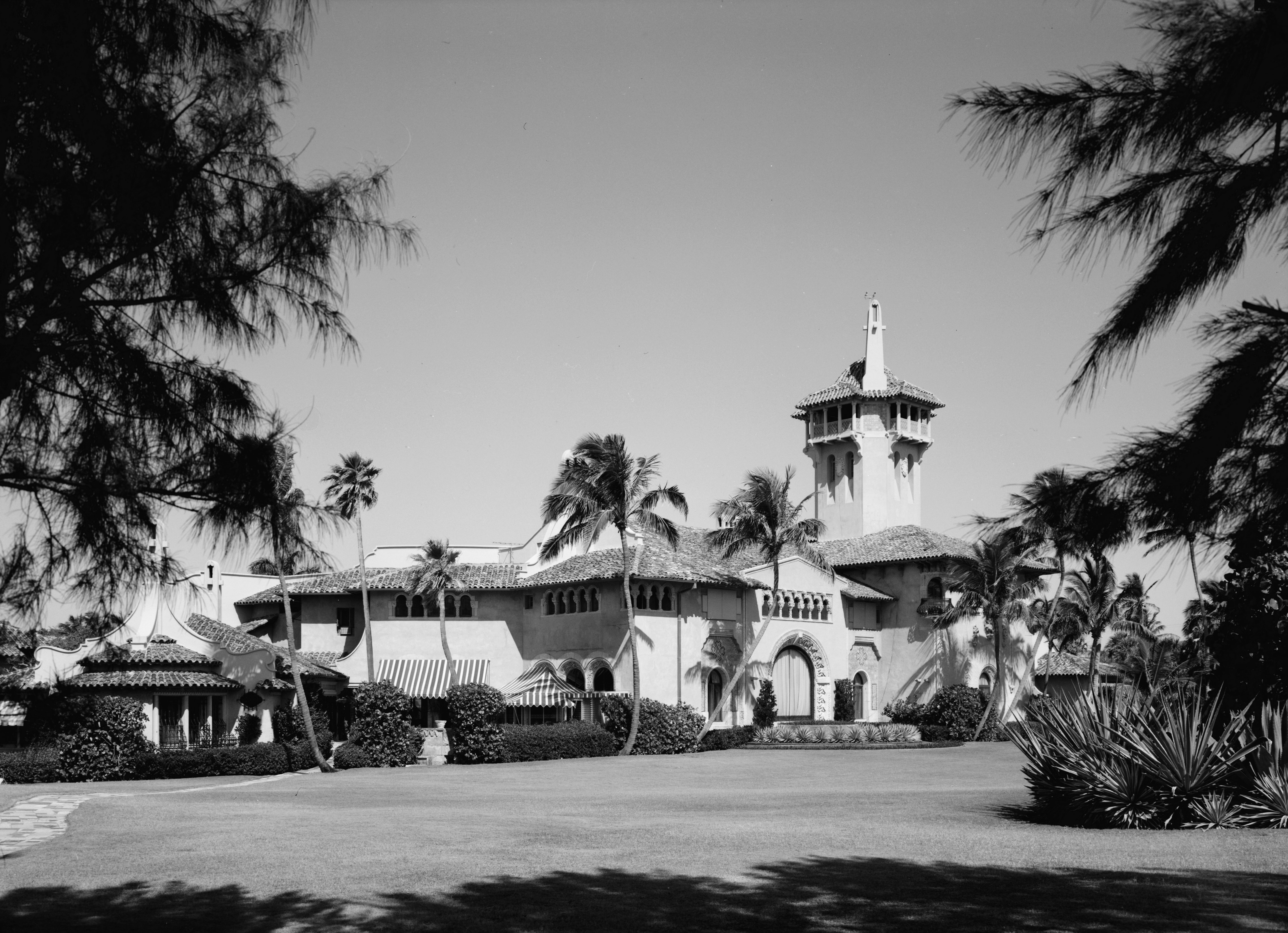
位於棕櫚灘島海湖莊園中的馬喬莉·梅里韋瑟·波斯特故居 (1967年)
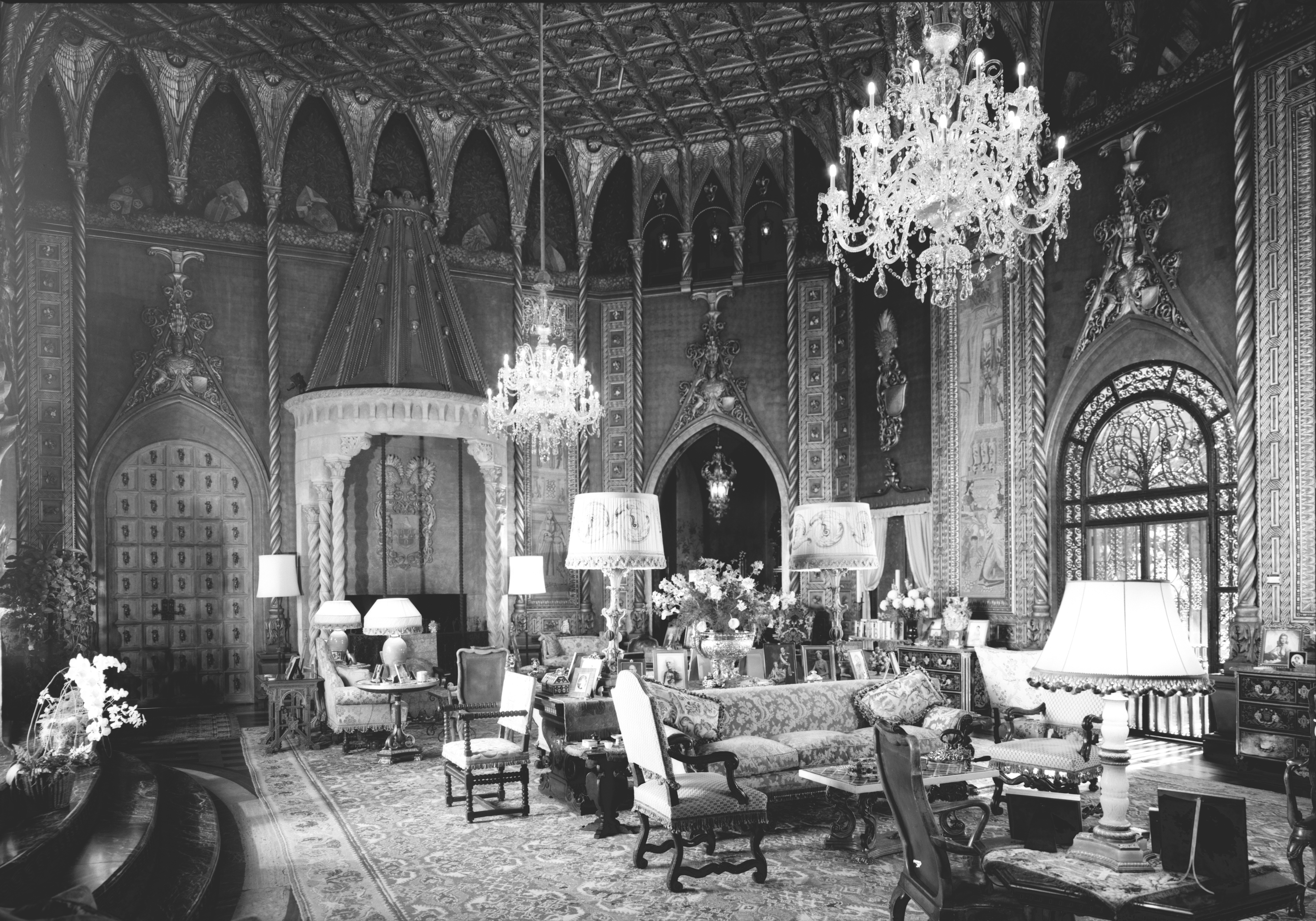
1967年内部陈设
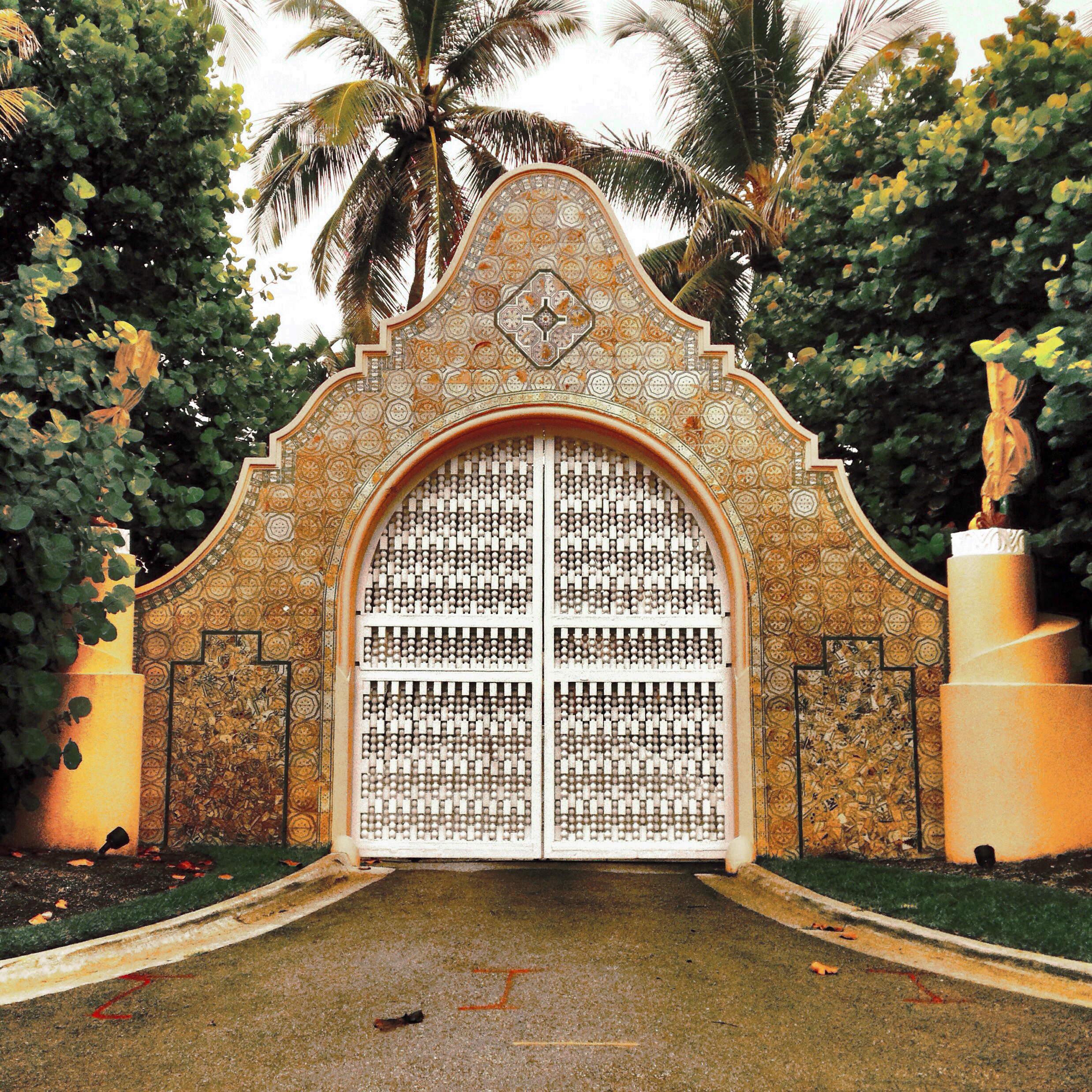
2014年海湖庄园的大门
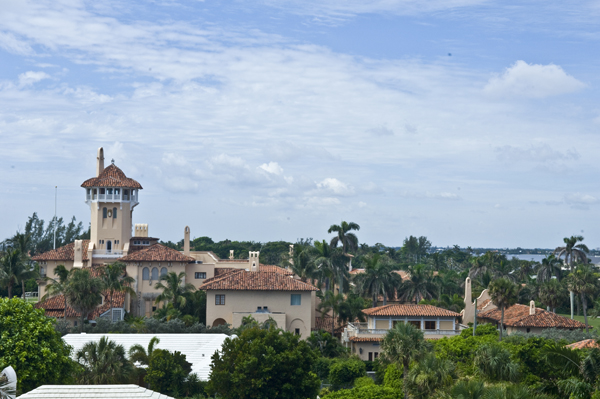
2009年的海湖庄园
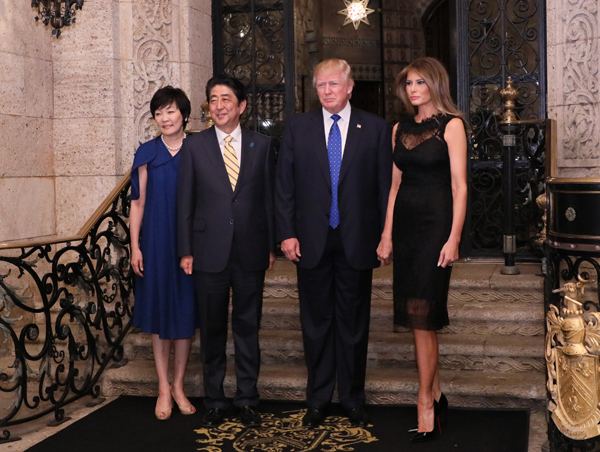
2017年2月10日，特朗普以第45任美国总统身份接见时任日本首相安倍晋三及其夫人安倍昭惠
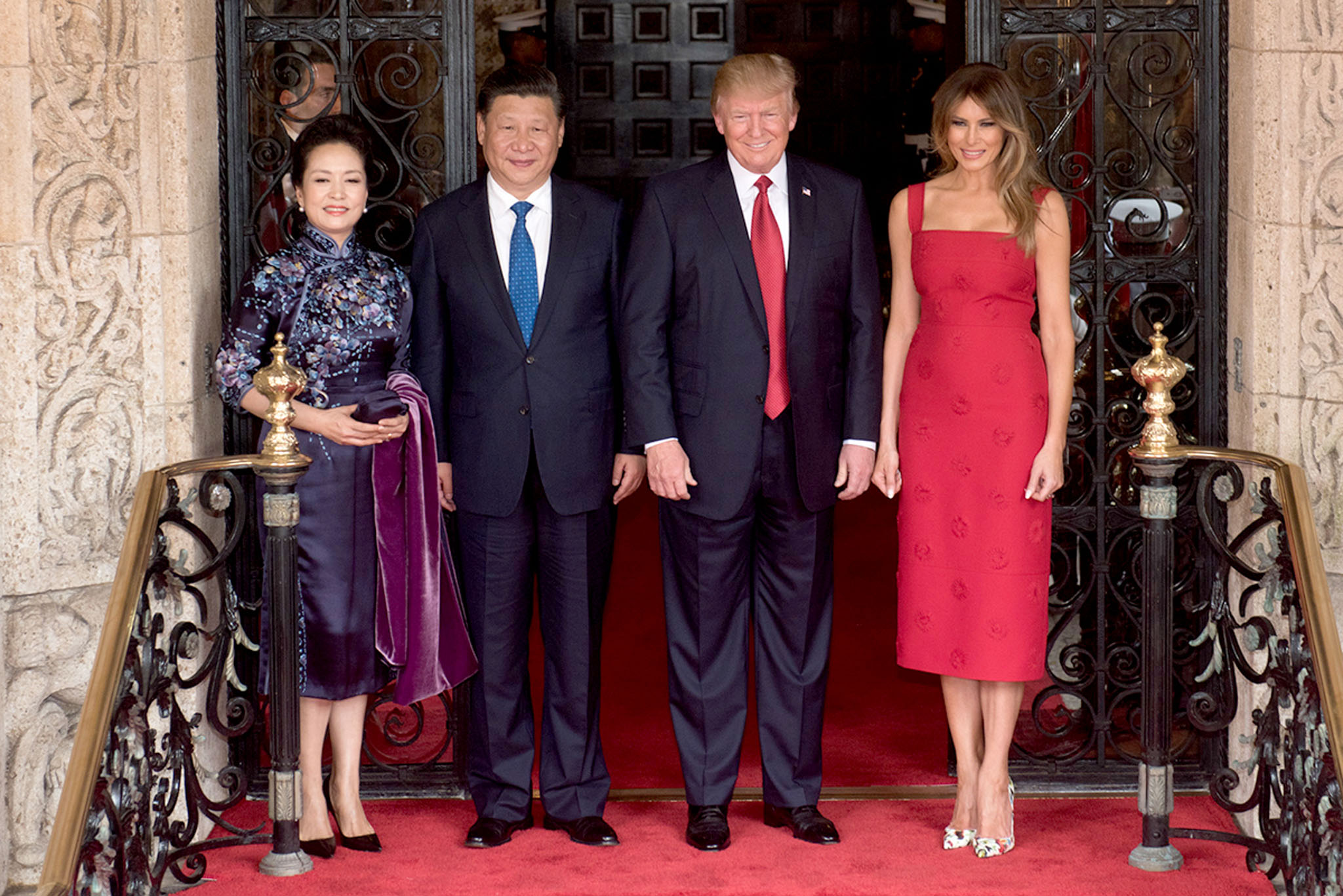
2017年4月6日，特朗普以第45任美国总统身份接见中共中央总书记习近平及其夫人彭丽媛

## 外部連結
维基共享资源上的相關多媒體資源：海湖庄园